# Kenny Dalglish
Sir Kenneth Mathieson Dalglish, meglio conosciuto come Kenny Dalglish (Glasgow, 4 marzo 1951) è un ex calciatore, allenatore di calcio e dirigente sportivo scozzese, di ruolo attaccante, dal 2013 facente parte del consiglio di amministrazione del Liverpool.
Considerato uno dei più grandi calciatori scozzesi di tutti i tempi, nonché come uno dei più grandi calciatori della sua generazione, con 51 titoli tra la carriera di calciatore (39) ed allenatore (12) risulta essere la personalità più vincente della storia del calcio, a pari merito con il connazionale Sir Alex Ferguson (2) e (49). Considerando la sola carriera da calciatore, si trova invece al terzo posto alle spalle del brasiliano Daniel Alves e dell'argentino Lionel Messi.
Occupa la 22ª posizione nella speciale classifica dei migliori calciatori del XX secolo pubblicata dalla rivista World Soccer mentre nel marzo del 2004, Pelé lo ha anche inserito nella FIFA 100, la lista dei 125 migliori calciatori viventi, redatta in occasione del Centenario della FIFA. È stato inoltre inserito per sei volte tra i candidati alla vittoria del Pallone d'oro (1978, 1979, 1980, 1981, 1983, 1986), arrivando a ricoprire nel 1983 la seconda posizione alle spalle di Michel Platini.
Durante la sua carriera ha vestito le maglie del Celtic e del Liverpool, vincendo a livello internazionale con il club inglese tre Coppe dei Campioni ed una Supercoppa Uefa.
Con la nazionale scozzese, detiene con 30 gol segnati in 102 presenze totali il record di presenze e marcature ufficiali, quest'ultimo condiviso con Denis Law. Con la Scozia ha partecipato inoltre a tre edizioni della Coppa del Mondo.

## Carriera

### Calciatore

#### Club

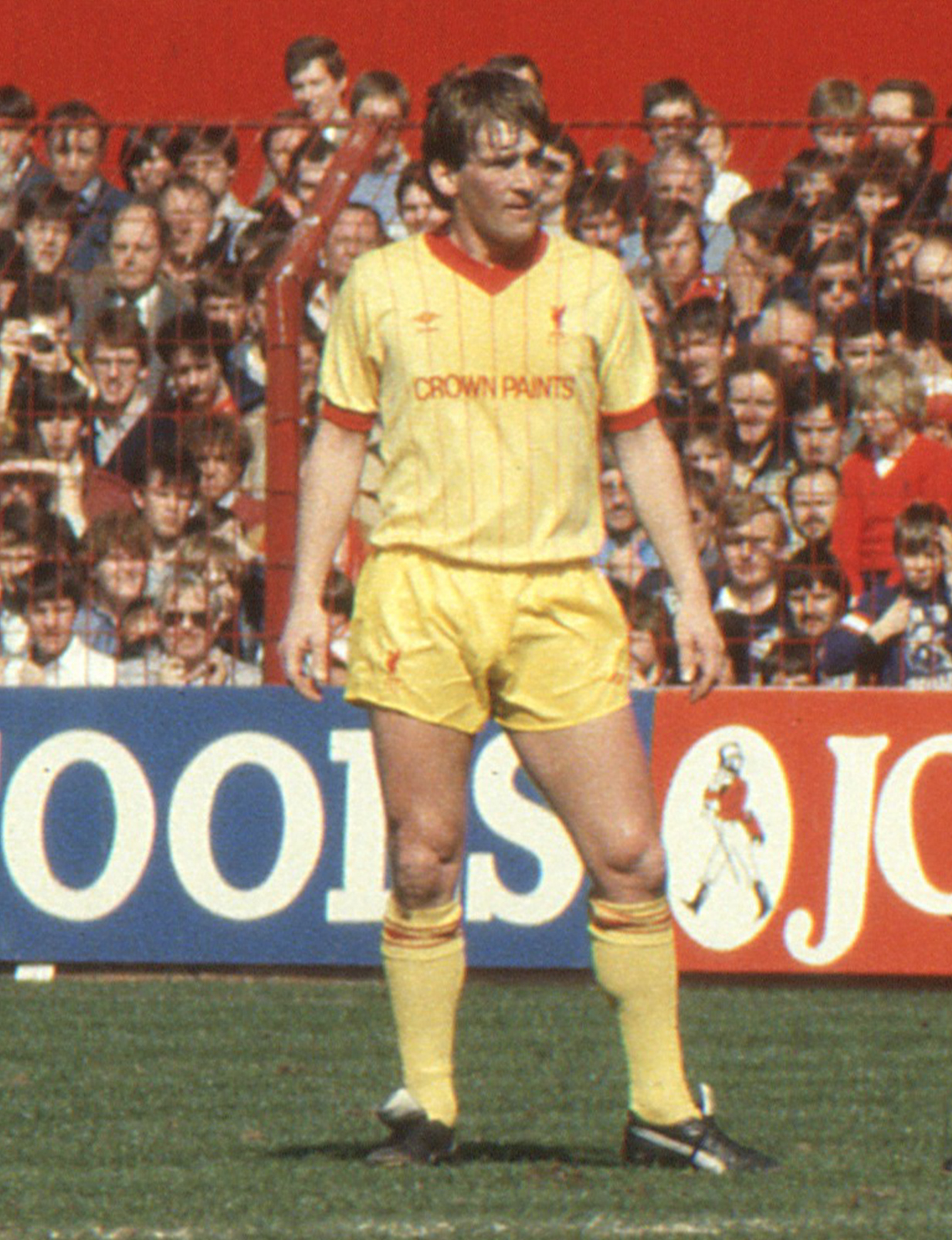
Dalglish con la maglia del Liverpool negli anni 80

Scozzese, cresciuto nelle giovanili di una squadra di Dalmarnock (quartiere di Glasgow), Dalglish fu ingaggiato dal Celtic nel 1967. Professionista dall'anno successivo, giocò a fianco di Jimmy Johnstone, Billy McNeill, Bobby Lennox, Danny McGrain, Lou Macari, David Hay e altri famosi giocatori scozzesi sotto la guida di Jock Stein. Esordì in Prima Divisione di Scozia nell'ottobre 1969 in sostituzione dell'infortunato Bobby Murdoch. Il suo ultimo incontro in biancoverde fu nel maggio 1977 (pareggio 2-2 contro il Motherwell).
Fu ingaggiato dal Liverpool, allora guidato dal manager Bob Paisley, per rimpiazzare Kevin Keegan nel frattempo trasferitosi all'Amburgo; il trasferimento costò 440.000 sterline. Nella prima stagione di campionato con i Reds Dalglish mise a segno 20 goal.
Il rapporto tra Dalglish e il Liverpool durò 14 anni, nel corso dei quali lo scozzese divenne giocatore-allenatore (1985) e successivamente solo allenatore. Abbandonò il calcio giocato il primo maggio 1990, sostituendo il danese Jan Mølby in una gara casalinga contro il Derby County, vinta 1-0. Con i “Reds” Kenny Dalglish vinse tre Coppe dei Campioni (1978, 1981 e 1984) e diversi titoli nazionali. PFA Player of the Year 1983, Manager of the Year 1986-88-90-95.
Di lui, in seguito è stato detto: "Mi considero fortunato ad avere avuto l'onore ed il piacere di giocare accanto ad un fuoriclasse immenso come Kenny Dalglish" (Danny McGrain, ex Celtic ed ex Nazionale Scozzese); "Penso che negli anni '80 sono stati solamente due i giocatori che definirei più forti di Dalglish, e sono Maradona e Platini" (Ian Rush, ex Juventus, Liverpool ed ex Nazionale Gallese).

#### Nazionale
Da giocatore della nazionale scozzese, Kenny Dalglish ha collezionato 102 presenze e ha preso parte alla Coppa del Mondo del 1974 in Germania Ovest, 1978 in Argentina e 1982 in Spagna. Esordì in Nazionale come sostituto ad Aberdeen nel novembre 1971 contro il Belgio, gara nella quale la Scozia si impose 1-0. Giocò dall'inizio l'incontro successivo un mese dopo, perdendo 2-1 in trasferta contro i Paesi Bassi. La sua ultima partita con i Blues risale al 12 novembre 1986 (vittoria 3-0 ad Hampden contro il Lussemburgo).

### Allenatore
Il 30 maggio 1985 all'indomani della sconfitta della finale della Coppa dei Campioni e della tragedia di Heysel viene nominato allenatore-giocatore del Liverpool. Il primo anno conduce subito i Reds alla vittoria del campionato distaccando di 2 punti l'Everton e della Coppa d'Inghilterra, nella Coppa di lega inglese viene eliminato in semifinale dal Queens Park Rangers. Il secondo anno vince subito la Supercoppa d'Inghilterra condivisa con l'Everton, nel campionato si piazza secondo posto alle spalle dell'Everton, nella Coppa d'Inghilterra viene eliminato al terzo turno dal Luton Town e nella Coppa di lega inglese perde la finale contro l'Arsenal. Il terzo anno rivince il campionato, nella Coppa d'Inghilterra perde la finale contro il Wimbledon e nella Coppa di lega inglese viene eliminato al terzo turno dall'Everton. Il quarto anno vince la Supercoppa d'Inghilterra, si piazza primo posto in campionato a pari merito con l'Arsenal, ma il titolo viene assegnato ai Gunners per differenza reti, vince la Coppa d'Inghilterra battendo l'Everton, nella Coppa di lega inglese viene eliminato al quarto turno dal West Ham United. Il quinto anno vince la Supercoppa d'Inghilterra e il campionato, nella Coppa d'Inghilterra viene eliminato in semifinale dal Crystal Palace e nella Coppa di lega inglese viene eliminato al terzo turno dall'Arsenal. Il sesto anno vince la Supercoppa d'Inghilterra condivisa con il Manchester United. Il 22 febbraio 1991 si dimette dalla guida per troppo stress, lasciando la squadra in vetta alla classifica con 3 punti di vantaggio dall'Arsenal.
Il 12 ottobre viene nominato allenatore del Blackburn Rovers, prendendo la squadra all'undicesimo posto della seconda divisione inglese. Si piazza quinto posto a pari merito con il Cambridge United e partecipa ai play-off, dove vince ed ottiene la promozione in prima divisione. L'anno seguente si piazza al quarto posto in campionato, nella Coppa d'Inghilterra viene eliminato al sesto turno dallo Sheffield United e nella Coppa di lega inglese viene eliminato in semifinale dal Sheffield Wednesday. Il terzo anno arriva al secondo posto in campionato e si qualifica per la Coppa UEFA, nella Coppa d'Inghilterra viene eliminato al quarto turno dal Charlton Athletic e nella Coppa di lega inglese viene eliminato al quarto turno dal Tottenham Hotspur. Il quarto anno perde la finale della Supercoppa d'Inghilterra contro il Manchester United, ma si rifà vincendo il campionato, riportando così i Rovers sul tetto d'Inghilterra dopo 81 anni di digiuno. Grazie a questo successo è diventato uno dei tre allenatori, insieme ad Herbert Chapman e Brian Clough, ad aver vinto il campionato inglese con due squadre diverse. Nella Coppa d'Inghilterra viene eliminato al terzo turno dal Newcastle United, nella Coppa di lega inglese viene eliminato al quarto turno dal Liverpool e in Coppa UEFA esce al primo turno battuto dal Trelleborgs. Il 25 giugno 1995 lascia la guida a Ray Harford e diventa direttore sportivo. Il 21 agosto 1996 si dimette.
Il 14 gennaio 1997 viene nominato allenatore del Newcastle United. Il primo anno si piazza al secondo posto in campionato con 68 punti insieme all'Arsenal e Liverpool, nella Coppa d'Inghilterra viene eliminato al quarto turno dal Nottingham Forest. Il secondo anno va un po' male si piazza tredicesimo posto in campionato, nella Coppa di lega inglese viene eliminato ai quarti di finale dal Liverpool e nella Coppa d'Inghilterra arriva al secondo posto perdendo la finale anche se è stata dominata dai Magpies contro l'Arsenal per 2-0 qualificandosi per la Coppa delle Coppe. Il 27 agosto 1998 dopo solo due partite di campionato viene esonerato e sostituito da Ruud Gullit.
Il 10 giugno 1999 dopo 22 anni ritorna al Celtic come direttore tecnico e John Barnes nel ruolo di allenatore. Il 10 febbraio 2000 viene nominato allenatore interim in sostituzione dell'esonerato Barnes. Vince la Coppa di lega scozzese battendo in finale per 2-0 l'Aberdeen e in campionato e si piazza secondo posto con 21 punti di distacco dalla capolista Rangers. Il 15 dicembre un magistrato gli ha riconosciuto un risarcimento di 600.000 sterline (2 miliardi di lire) per il licenziamento subìto.
Il 18 aprile 2009 viene contattato dalla dirigenza del Liverpool e dal tecnico Rafael Benítez per occuparsi delle giovanili del club. Il 4 luglio viene nominato responsabile del settore giovanile e ambasciatore del club. L'8 gennaio 2011 ritorna allenatore del Liverpool sostituendo il dimissionario Roy Hodgson. Il 12 maggio firma il rinnovo per altri tre anni alla guida dei Reds. Vince la Coppa di Lega inglese. Il 16 maggio 2012 lascia l'incarico.

### Dirigente
Il 5 ottobre 2013 entra a far parte del consiglio di amministrazione del Liverpool con un ruolo non esecutivo.

## Statistiche
Tra club, nazionale maggiore e nazionali giovanili, Kenny Dalglish ha totalizzato globalmente 959 partite segnando 377 reti, alla media di 0,39 gol a partita.

### Presenze e reti nei club
| Stagione         | Squadra          | Campionato       | Campionato | Campionato | Coppe nazionali | Coppe nazionali | Coppe nazionali | Coppe continentali | Coppe continentali | Coppe continentali | Altre coppe | Altre coppe | Altre coppe | Totale | Totale |
| Stagione         | Squadra          | Comp             | Pres       | Reti       | Comp            | Pres            | Reti            | Comp               | Pres               | Reti               | Comp        | Pres        | Reti        | Pres   | Reti   |
| ---------------- | ---------------- | ---------------- | ---------- | ---------- | --------------- | --------------- | --------------- | ------------------ | ------------------ | ------------------ | ----------- | ----------- | ----------- | ------ | ------ |
| 1968-1969        | Celtic           | SFL              | 0          | 0          | SC+SLC          | 0+1             | 0+0             | CC                 | 0                  | 0                  | -           | -           | -           | 1      | 0      |
| 1969-1970        | Celtic           | SFL              | 2          | 0          | SC+SLC          | 0+2             | 0+0             | CC                 | 0                  | 0                  | -           | -           | -           | 4      | 0      |
| 1970-1971        | Celtic           | SFL              | 3          | 0          | SC+SLC          | 1+0             | 0+0             | CC                 | 1                  | 0                  | GC          | 2           | 0           | 7      | 0      |
| 1971-1972        | Celtic           | SFL              | 31         | 17         | SC+SLC          | 4+8             | 1+5             | CC                 | 7                  | 0                  | DC          | 3           | 6           | 53     | 29     |
| 1972-1973        | Celtic           | SFL              | 32         | 21         | SC+SLC          | 6+11            | 5+10            | CC                 | 4                  | 3                  | DC          | 3           | 0           | 56     | 39     |
| 1973-1974        | Celtic           | SFL              | 33         | 18         | SC+SLC          | 6+10            | 1+3             | CC                 | 7                  | 2                  | DC          | 3           | 1           | 59     | 25     |
| 1974-1975        | Celtic           | SFL              | 33         | 16         | SC+SLC          | 5+8             | 2+3             | CC                 | 2                  | 0                  | DC+GC       | 1+2         | 0           | 51     | 21     |
| 1975-1976        | Celtic           | SFL              | 35         | 24         | SC+SLC          | 1+10            | 1+4             | Cdc                | 5                  | 3                  | GC          | 2           | 0           | 53     | 32     |
| 1976-1977        | Celtic           | SFL              | 35         | 15         | SC+SLC          | 7+10            | 1+10            | CU                 | 2                  | 1                  | -           | -           | -           | 54     | 27     |
| Totale Celtic    | Totale Celtic    | Totale Celtic    | 204        | 111        |                 | 90              | 46              |                    | 30                 | 9                  |             | 16          | 7           | 338    | 173    |
| 1977-1978        | Liverpool        | FD               | 42         | 20         | FACup+CdL       | 1+9             | 1+6             | CC                 | 9                  | 4                  | CS          | 1           | 0           | 62     | 31     |
| 1978-1979        | Liverpool        | FD               | 42         | 21         | FACup+CdL       | 7+1             | 4+0             | CC                 | 4                  | 0                  | -           | -           | -           | 54     | 25     |
| 1979-1980        | Liverpool        | FD               | 42         | 16         | FACup+CdL       | 8+7             | 2+4             | CC                 | 2                  | 0                  | CS          | 1           | 1           | 60     | 23     |
| 1980-1981        | Liverpool        | FD               | 34         | 8          | FACup+CdL       | 2+8             | 2+7             | CC                 | 9                  | 1                  | CS          | 1           | 0           | 54     | 18     |
| 1981-1982        | Liverpool        | FD               | 42         | 13         | FACup+CdL       | 3+10            | 2+5             | CC                 | 6                  | 2                  | CI          | 1           | 0           | 62     | 22     |
| 1982-1983        | Liverpool        | FD               | 42         | 18         | FACup+CdL       | 3+7             | 1+0             | CC                 | 5                  | 1                  | CS          | 1           | 0           | 58     | 20     |
| 1983-1984        | Liverpool        | FD               | 33         | 7          | FACup+CdL       | 0+8             | 0+2             | CC                 | 9                  | 3                  | CS          | 1           | 0           | 51     | 12     |
| 1984-1985        | Liverpool        | FD               | 36         | 6          | FACup+CdL       | 7+1             | 0+0             | CC                 | 7                  | 0                  | CS+CI       | 1+1         | 0+0         | 53     | 6      |
| 1985-1986        | Liverpool        | FD               | 21         | 3          | FACup+CdL       | 6+2             | 1+1             | -                  | -                  | -                  | FLSC        | 2           | 2           | 31     | 7      |
| 1986-1987        | Liverpool        | FD               | 18         | 6          | FACup+CdL       | 0+5             | 0+2             | -                  | -                  | -                  | CS+FLSC     | 1+1         | 0+0         | 25     | 8      |
| 1987-1988        | Liverpool        | FD               | 2          | 0          | FACup+CdL       | 0+0             | 0+0             | -                  | -                  | -                  | -           | -           | -           | 2      | 0      |
| 1988-1989        | Liverpool        | FD               | 0          | 0          | FACup+CdL       | 0+1             | 0+0             | -                  | -                  | -                  | MCCT        | 1           | 0           | 2      | 0      |
| 1989-1990        | Liverpool        | FD               | 1          | 0          | FACup+CdL       | 0+0             | 0+0             | -                  | -                  | -                  | -           | -           | -           | 1      | 0      |
| Totale Liverpool | Totale Liverpool | Totale Liverpool | 335        | 118        |                 | 96              | 40              |                    | 51                 | 11                 |             | 13          | 3           | 515    | 172    |
| Totale carriera  | Totale carriera  | Totale carriera  | 559        | 229        |                 | 186             | 86              |                    | 81                 | 20                 |             | 29          | 10          | 853    | 345    |

### Cronologia presenze e reti in nazionale
| Cronologia completa delle presenze e delle reti in nazionale ― Scozia | Cronologia completa delle presenze e delle reti in nazionale ― Scozia | Cronologia completa delle presenze e delle reti in nazionale ― Scozia | Cronologia completa delle presenze e delle reti in nazionale ― Scozia | Cronologia completa delle presenze e delle reti in nazionale ― Scozia | Cronologia completa delle presenze e delle reti in nazionale ― Scozia | Cronologia completa delle presenze e delle reti in nazionale ― Scozia | Cronologia completa delle presenze e delle reti in nazionale ― Scozia |
| Data                                                                  | Città                                                                 | In casa                                                               | Risultato                                                             | Ospiti                                                                | Competizione                                                          | Reti                                                                  | Note                                                                  |
| --------------------------------------------------------------------- | --------------------------------------------------------------------- | --------------------------------------------------------------------- | --------------------------------------------------------------------- | --------------------------------------------------------------------- | --------------------------------------------------------------------- | --------------------------------------------------------------------- | --------------------------------------------------------------------- |
| 10-11-1971                                                            | Aberdeen                                                              | Scozia                                                                | 1 – 0                                                                 | Belgio                                                                | Qual. Euro 1972                                                       | -                                                                     |                                                                       |
| 1-12-1971                                                             | Amsterdam                                                             | Paesi Bassi                                                           | 2 – 1                                                                 | Scozia                                                                | Amichevole                                                            | -                                                                     |                                                                       |
| 18-10-1972                                                            | Copenaghen                                                            | Danimarca                                                             | 1 – 4                                                                 | Scozia                                                                | Qual. Mondiali 1974                                                   | -                                                                     |                                                                       |
| 15-11-1972                                                            | Glasgow                                                               | Scozia                                                                | 2 – 0                                                                 | Danimarca                                                             | Qual. Mondiali 1974                                                   | 1                                                                     |                                                                       |
| 14-2-1973                                                             | Glasgow                                                               | Scozia                                                                | 0 – 5                                                                 | Inghilterra                                                           | Amichevole                                                            | -                                                                     |                                                                       |
| 12-5-1973                                                             | Wrexham                                                               | Galles                                                                | 0 – 2                                                                 | Scozia                                                                | Amichevole                                                            | -                                                                     |                                                                       |
| 16-5-1973                                                             | Glasgow                                                               | Scozia                                                                | 1 – 2                                                                 | Irlanda del Nord                                                      | Amichevole                                                            | 1                                                                     |                                                                       |
| 19-5-1973                                                             | Londra                                                                | Inghilterra                                                           | 1 – 0                                                                 | Scozia                                                                | Amichevole                                                            | -                                                                     |                                                                       |
| 22-6-1973                                                             | Ginevra                                                               | Svizzera                                                              | 1 – 0                                                                 | Scozia                                                                | Amichevole                                                            | -                                                                     |                                                                       |
| 30-6-1973                                                             | Glasgow                                                               | Scozia                                                                | 0 – 1                                                                 | Brasile                                                               | Amichevole                                                            | -                                                                     |                                                                       |
| 26-9-1973                                                             | Glasgow                                                               | Scozia                                                                | 2 – 1                                                                 | Cecoslovacchia                                                        | Qual. Mondiali 1974                                                   | -                                                                     |                                                                       |
| 17-10-1973                                                            | Bratislava                                                            | Cecoslovacchia                                                        | 1 – 0                                                                 | Scozia                                                                | Qual. Mondiali 1974                                                   | -                                                                     |                                                                       |
| 14-11-1973                                                            | Glasgow                                                               | Scozia                                                                | 1 – 1                                                                 | Germania Ovest                                                        | Amichevole                                                            | -                                                                     |                                                                       |
| 27-3-1974                                                             | Francoforte sul Meno                                                  | Germania Ovest                                                        | 2 – 1                                                                 | Scozia                                                                | Amichevole                                                            | 1                                                                     |                                                                       |
| 11-5-1974                                                             | Glasgow                                                               | Scozia                                                                | 0 – 1                                                                 | Irlanda del Nord                                                      | Amichevole                                                            | -                                                                     |                                                                       |
| 14-5-1974                                                             | Glasgow                                                               | Scozia                                                                | 2 – 0                                                                 | Galles                                                                | Amichevole                                                            | 1                                                                     |                                                                       |
| 18-5-1974                                                             | Aberdeen                                                              | Scozia                                                                | 2 – 0                                                                 | Inghilterra                                                           | Amichevole                                                            | -                                                                     |                                                                       |
| 6-6-1974                                                              | Oslo                                                                  | Norvegia                                                              | 1 – 2                                                                 | Scozia                                                                | Amichevole                                                            | 1                                                                     |                                                                       |
| 14-6-1974                                                             | Dortmund                                                              | Scozia                                                                | 2 – 0                                                                 | Zaire                                                                 | Mondiali 1974 - 1º turno                                              | -                                                                     |                                                                       |
| 18-6-1974                                                             | Francoforte sul Meno                                                  | Brasile                                                               | 0 – 0                                                                 | Scozia                                                                | Mondiali 1974 - 1º turno                                              | -                                                                     |                                                                       |
| 22-6-1974                                                             | Francoforte sul Meno                                                  | Scozia                                                                | 1 – 1                                                                 | Jugoslavia                                                            | Mondiali 1974 - 1º turno                                              | -                                                                     |                                                                       |
| 30-10-1974                                                            | Glasgow                                                               | Scozia                                                                | 3 – 0                                                                 | Germania Est                                                          | Amichevole                                                            | 1                                                                     |                                                                       |
| 20-11-1974                                                            | Glasgow                                                               | Scozia                                                                | 1 – 2                                                                 | Spagna                                                                | Qual. Euro 1976                                                       | -                                                                     |                                                                       |
| 5-2-1975                                                              | Valencia                                                              | Spagna                                                                | 1 – 1                                                                 | Scozia                                                                | Qual. Euro 1976                                                       | -                                                                     |                                                                       |
| 16-4-1975                                                             | Göteborg                                                              | Svezia                                                                | 1 – 1                                                                 | Scozia                                                                | Amichevole                                                            | -                                                                     |                                                                       |
| 13-5-1975                                                             | Glasgow                                                               | Scozia                                                                | 1 – 0                                                                 | Portogallo                                                            | Amichevole                                                            | -                                                                     |                                                                       |
| 17-5-1975                                                             | Cardiff                                                               | Galles                                                                | 2 – 2                                                                 | Scozia                                                                | Amichevole                                                            | -                                                                     |                                                                       |
| 20-5-1975                                                             | Glasgow                                                               | Scozia                                                                | 3 – 0                                                                 | Irlanda del Nord                                                      | Amichevole                                                            | 1                                                                     |                                                                       |
| 24-5-1975                                                             | Londra                                                                | Inghilterra                                                           | 5 – 1                                                                 | Scozia                                                                | Amichevole                                                            | -                                                                     |                                                                       |
| 1-6-1975                                                              | Bucarest                                                              | Romania                                                               | 1 – 1                                                                 | Scozia                                                                | Qual. Euro 1976                                                       | -                                                                     |                                                                       |
| 3-9-1975                                                              | Copenaghen                                                            | Danimarca                                                             | 0 – 1                                                                 | Scozia                                                                | Qual. Euro 1976                                                       | -                                                                     |                                                                       |
| 29-10-1975                                                            | Glasgow                                                               | Scozia                                                                | 3 – 1                                                                 | Danimarca                                                             | Qual. Euro 1976                                                       | 1                                                                     |                                                                       |
| 17-12-1975                                                            | Glasgow                                                               | Scozia                                                                | 1 – 1                                                                 | Romania                                                               | Qual. Euro 1976                                                       | -                                                                     |                                                                       |
| 7-4-1976                                                              | Glasgow                                                               | Scozia                                                                | 1 – 0                                                                 | Svizzera                                                              | Amichevole                                                            | -                                                                     |                                                                       |
| 8-5-1976                                                              | Aberdeen                                                              | Scozia                                                                | 3 – 0                                                                 | Irlanda del Nord                                                      | Amichevole                                                            | 1                                                                     |                                                                       |
| 15-5-1976                                                             | Glasgow                                                               | Scozia                                                                | 2 – 1                                                                 | Inghilterra                                                           | Amichevole                                                            | 1                                                                     |                                                                       |
| 8-9-1976                                                              | Glasgow                                                               | Scozia                                                                | 6 – 0                                                                 | Finlandia                                                             | Amichevole                                                            | 1                                                                     |                                                                       |
| 13-10-1976                                                            | Praga                                                                 | Cecoslovacchia                                                        | 2 – 0                                                                 | Scozia                                                                | Qual. Mondiali 1978                                                   | -                                                                     |                                                                       |
| 17-11-1976                                                            | Glasgow                                                               | Scozia                                                                | 1 – 0                                                                 | Galles                                                                | Qual. Mondiali 1978                                                   | -                                                                     |                                                                       |
| 27-4-1977                                                             | Glasgow                                                               | Scozia                                                                | 3 – 1                                                                 | Svezia                                                                | Amichevole                                                            | 1                                                                     | cap.                                                                  |
| 28-5-1977                                                             | Wrexham                                                               | Galles                                                                | 0 – 0                                                                 | Scozia                                                                | Amichevole                                                            | -                                                                     |                                                                       |
| 1-6-1977                                                              | Glasgow                                                               | Scozia                                                                | 3 – 0                                                                 | Irlanda del Nord                                                      | Amichevole                                                            | 2                                                                     |                                                                       |
| 4-6-1977                                                              | Londra                                                                | Inghilterra                                                           | 1 – 2                                                                 | Scozia                                                                | Amichevole                                                            | 1                                                                     |                                                                       |
| 15-6-1977                                                             | Concepción                                                            | Cile                                                                  | 2 – 4                                                                 | Scozia                                                                | Amichevole                                                            | 1                                                                     |                                                                       |
| 18-6-1977                                                             | Mendoza                                                               | Argentina                                                             | 1 – 1                                                                 | Scozia                                                                | Amichevole                                                            | -                                                                     |                                                                       |
| 23-6-1977                                                             | Belo Horizonte                                                        | Brasile                                                               | 2 – 0                                                                 | Scozia                                                                | Amichevole                                                            | -                                                                     |                                                                       |
| 7-9-1977                                                              | Berlino Est                                                           | Germania Est                                                          | 1 – 0                                                                 | Scozia                                                                | Amichevole                                                            | -                                                                     |                                                                       |
| 21-9-1977                                                             | Glasgow                                                               | Scozia                                                                | 3 – 1                                                                 | Cecoslovacchia                                                        | Qual. Mondiali 1978                                                   | 1                                                                     |                                                                       |
| 12-10-1977                                                            | Liverpool                                                             | Scozia                                                                | 2 – 0                                                                 | Galles                                                                | Qual. Mondiali 1978                                                   | 1                                                                     |                                                                       |
| 22-2-1978                                                             | Glasgow                                                               | Scozia                                                                | 2 – 1                                                                 | Bulgaria                                                              | Amichevole                                                            | -                                                                     |                                                                       |
| 13-5-1978                                                             | Glasgow                                                               | Scozia                                                                | 1 – 1                                                                 | Irlanda del Nord                                                      | Amichevole                                                            | -                                                                     |                                                                       |
| 17-5-1978                                                             | Glasgow                                                               | Scozia                                                                | 1 – 1                                                                 | Galles                                                                | Amichevole                                                            | -                                                                     |                                                                       |
| 20-5-1978                                                             | Glasgow                                                               | Scozia                                                                | 0 – 1                                                                 | Inghilterra                                                           | Amichevole                                                            | -                                                                     |                                                                       |
| 3-6-1978                                                              | Córdoba                                                               | Perù                                                                  | 3 – 1                                                                 | Scozia                                                                | Mondiali 1978 - 1º turno                                              | -                                                                     |                                                                       |
| 7-6-1978                                                              | Córdoba                                                               | Scozia                                                                | 1 – 1                                                                 | Iran                                                                  | Mondiali 1978 - 1º turno                                              | -                                                                     |                                                                       |
| 11-6-1978                                                             | Mendoza                                                               | Scozia                                                                | 3 – 2                                                                 | Paesi Bassi                                                           | Mondiali 1978 - 1º turno                                              | 1                                                                     |                                                                       |
| 20-9-1978                                                             | Vienna                                                                | Austria                                                               | 3 – 2                                                                 | Scozia                                                                | Qual. Euro 1980                                                       | -                                                                     |                                                                       |
| 25-10-1978                                                            | Glasgow                                                               | Scozia                                                                | 3 – 2                                                                 | Norvegia                                                              | Qual. Euro 1980                                                       | 2                                                                     |                                                                       |
| 29-11-1978                                                            | Lisbona                                                               | Portogallo                                                            | 1 – 0                                                                 | Scozia                                                                | Qual. Euro 1980                                                       | -                                                                     |                                                                       |
| 19-5-1979                                                             | Cardiff                                                               | Galles                                                                | 3 – 0                                                                 | Scozia                                                                | Amichevole                                                            | -                                                                     | cap.                                                                  |
| 22-5-1979                                                             | Glasgow                                                               | Scozia                                                                | 1 – 0                                                                 | Irlanda del Nord                                                      | Amichevole                                                            | -                                                                     | cap.                                                                  |
| 26-5-1979                                                             | Londra                                                                | Inghilterra                                                           | 3 – 1                                                                 | Scozia                                                                | Amichevole                                                            | -                                                                     | cap.                                                                  |
| 2-6-1979                                                              | Glasgow                                                               | Scozia                                                                | 1 – 3                                                                 | Argentina                                                             | Amichevole                                                            | -                                                                     | cap.                                                                  |
| 7-6-1979                                                              | Oslo                                                                  | Norvegia                                                              | 0 – 4                                                                 | Scozia                                                                | Qual. Euro 1980                                                       | 1                                                                     |                                                                       |
| 12-9-1979                                                             | Glasgow                                                               | Scozia                                                                | 1 – 1                                                                 | Perù                                                                  | Amichevole                                                            | -                                                                     |                                                                       |
| 17-10-1979                                                            | Glasgow                                                               | Scozia                                                                | 1 – 1                                                                 | Austria                                                               | Qual. Euro 1980                                                       | -                                                                     | cap.                                                                  |
| 21-11-1979                                                            | Bruxelles                                                             | Belgio                                                                | 2 – 0                                                                 | Scozia                                                                | Qual. Euro 1980                                                       | -                                                                     |                                                                       |
| 19-12-1979                                                            | Glasgow                                                               | Scozia                                                                | 1 – 3                                                                 | Belgio                                                                | Qual. Euro 1980                                                       | -                                                                     |                                                                       |
| 26-3-1980                                                             | Glasgow                                                               | Scozia                                                                | 4 – 1                                                                 | Portogallo                                                            | Qual. Euro 1980                                                       | 1                                                                     |                                                                       |
| 16-5-1980                                                             | Belfast                                                               | Irlanda del Nord                                                      | 1 – 0                                                                 | Scozia                                                                | Amichevole                                                            | -                                                                     |                                                                       |
| 21-5-1980                                                             | Glasgow                                                               | Scozia                                                                | 1 – 0                                                                 | Galles                                                                | Amichevole                                                            | -                                                                     |                                                                       |
| 24-5-1980                                                             | Glasgow                                                               | Scozia                                                                | 0 – 2                                                                 | Inghilterra                                                           | Amichevole                                                            | -                                                                     |                                                                       |
| 28-5-1980                                                             | Poznań                                                                | Polonia                                                               | 1 – 0                                                                 | Scozia                                                                | Amichevole                                                            | -                                                                     |                                                                       |
| 31-5-1980                                                             | Budapest                                                              | Ungheria                                                              | 3 – 1                                                                 | Scozia                                                                | Amichevole                                                            | -                                                                     |                                                                       |
| 10-9-1980                                                             | Stoccolma                                                             | Svezia                                                                | 0 – 1                                                                 | Scozia                                                                | Qual. Mondiali 1982                                                   | -                                                                     |                                                                       |
| 15-10-1980                                                            | Glasgow                                                               | Scozia                                                                | 0 – 0                                                                 | Portogallo                                                            | Qual. Mondiali 1982                                                   | -                                                                     |                                                                       |
| 25-2-1981                                                             | Ramat Gan                                                             | Israele                                                               | 0 – 1                                                                 | Scozia                                                                | Qual. Mondiali 1982                                                   | 1                                                                     |                                                                       |
| 9-9-1981                                                              | Glasgow                                                               | Scozia                                                                | 2 – 0                                                                 | Svezia                                                                | Qual. Mondiali 1982                                                   | -                                                                     |                                                                       |
| 14-10-1981                                                            | Belfast                                                               | Irlanda del Nord                                                      | 0 – 0                                                                 | Scozia                                                                | Qual. Mondiali 1982                                                   | -                                                                     |                                                                       |
| 18-11-1981                                                            | Lisbona                                                               | Portogallo                                                            | 2 – 1                                                                 | Scozia                                                                | Qual. Mondiali 1982                                                   | -                                                                     |                                                                       |
| 24-2-1982                                                             | Siviglia                                                              | Spagna                                                                | 3 – 0                                                                 | Scozia                                                                | Amichevole                                                            | -                                                                     |                                                                       |
| 23-3-1982                                                             | Glasgow                                                               | Scozia                                                                | 2 – 1                                                                 | Paesi Bassi                                                           | Amichevole                                                            | 1                                                                     |                                                                       |
| 28-4-1982                                                             | Belfast                                                               | Irlanda del Nord                                                      | 1 – 1                                                                 | Scozia                                                                | Amichevole                                                            | -                                                                     |                                                                       |
| 24-5-1982                                                             | Glasgow                                                               | Scozia                                                                | 1 – 0                                                                 | Galles                                                                | Amichevole                                                            | -                                                                     |                                                                       |
| 29-5-1982                                                             | Glasgow                                                               | Scozia                                                                | 0 – 1                                                                 | Inghilterra                                                           | Amichevole                                                            | -                                                                     |                                                                       |
| 15-6-1982                                                             | Malaga                                                                | Scozia                                                                | 5 – 2                                                                 | Nuova Zelanda                                                         | Mondiali 1982 - 1º turno                                              | 1                                                                     |                                                                       |
| 18-6-1982                                                             | Siviglia                                                              | Brasile                                                               | 4 – 1                                                                 | Scozia                                                                | Mondiali 1982 - 1º turno                                              | -                                                                     |                                                                       |
| 15-12-1982                                                            | Bruxelles                                                             | Belgio                                                                | 3 – 2                                                                 | Scozia                                                                | Qual. Euro 1984                                                       | 2                                                                     |                                                                       |
| 30-3-1983                                                             | Glasgow                                                               | Scozia                                                                | 2 – 2                                                                 | Svizzera                                                              | Qual. Euro 1984                                                       | -                                                                     |                                                                       |
| 21-9-1983                                                             | Glasgow                                                               | Scozia                                                                | 2 – 0                                                                 | Uruguay                                                               | Amichevole                                                            | -                                                                     |                                                                       |
| 12-10-1983                                                            | Glasgow                                                               | Scozia                                                                | 1 – 1                                                                 | Belgio                                                                | Qual. Euro 1984                                                       | -                                                                     |                                                                       |
| 16-11-1983                                                            | Halle                                                                 | Germania Est                                                          | 2 – 1                                                                 | Scozia                                                                | Qual. Euro 1984                                                       | -                                                                     |                                                                       |
| 12-9-1984                                                             | Glasgow                                                               | Scozia                                                                | 6 – 1                                                                 | Jugoslavia                                                            | Amichevole                                                            | 1                                                                     |                                                                       |
| 17-10-1984                                                            | Glasgow                                                               | Scozia                                                                | 3 – 0                                                                 | Islanda                                                               | Qual. Mondiali 1986                                                   | -                                                                     |                                                                       |
| 14-11-1984                                                            | Glasgow                                                               | Scozia                                                                | 3 – 1                                                                 | Spagna                                                                | Qual. Mondiali 1986                                                   | 1                                                                     |                                                                       |
| 27-3-1985                                                             | Glasgow                                                               | Scozia                                                                | 0 – 1                                                                 | Galles                                                                | Qual. Mondiali 1986                                                   | -                                                                     |                                                                       |
| 16-10-1985                                                            | Glasgow                                                               | Scozia                                                                | 0 – 0                                                                 | Germania Est                                                          | Amichevole                                                            | -                                                                     |                                                                       |
| 20-11-1985                                                            | Glasgow                                                               | Scozia                                                                | 2 – 0                                                                 | Australia                                                             | Qual. Mondiali 1986                                                   | -                                                                     |                                                                       |
| 26-3-1986                                                             | Glasgow                                                               | Scozia                                                                | 3 – 0                                                                 | Romania                                                               | Amichevole                                                            | -                                                                     | cap.                                                                  |
| 10-9-1986                                                             | Glasgow                                                               | Scozia                                                                | 0 – 0                                                                 | Bulgaria                                                              | Qual. Euro 1988                                                       | -                                                                     |                                                                       |
| 12-11-1986                                                            | Glasgow                                                               | Scozia                                                                | 3 – 0                                                                 | Lussemburgo                                                           | Qual. Euro 1988                                                       | -                                                                     |                                                                       |
| Totale                                                                |                                                                       | Presenze (1º posto)                                                   | 102                                                                   |                                                                       | Reti (1º posto)                                                       | 30                                                                    |                                                                       |

### Statistiche da allenatore
| Stagione             | Squadra              | Campionato           | Campionato | Campionato | Campionato | Campionato | Coppe nazionali | Coppe nazionali | Coppe nazionali | Coppe nazionali | Coppe nazionali | Coppe continentali | Coppe continentali | Coppe continentali | Coppe continentali | Coppe continentali | Altre coppe | Altre coppe | Altre coppe | Altre coppe | Altre coppe | Totale | Totale | Totale | Totale | % Vittorie | Piazzamento     |
| Stagione             | Squadra              | Comp                 | G          | V          | N          | P          | Comp            | G               | V               | N               | P               | Comp               | G                  | V                  | N                  | P                  | Comp        | G           | V           | N           | P           | G      | V      | N      | P      | %          | Piazzamento     |
| -------------------- | -------------------- | -------------------- | ---------- | ---------- | ---------- | ---------- | --------------- | --------------- | --------------- | --------------- | --------------- | ------------------ | ------------------ | ------------------ | ------------------ | ------------------ | ----------- | ----------- | ----------- | ----------- | ----------- | ------ | ------ | ------ | ------ | ---------- | --------------- |
| 1985-1986            | Liverpool            | FD                   | 42         | 26         | 10         | 6          | FACup+CdL       | 8+7             | 6+5             | 2+1             | 0+1             | -                  | -                  | -                  | -                  | -                  | -           | -           | -           | -           | -           | 57     | 37     | 13     | 7      | 64,91      | 1º              |
| 1986-1987            | Liverpool            | FD                   | 42         | 23         | 8          | 11         | FACup+CdL       | 3+9             | 0+6             | 2+2             | 1+1             | -                  | -                  | -                  | -                  | -                  | CS          | 1           | 0           | 1           | 0           | 55     | 29     | 13     | 13     | 52,73      | 2º              |
| 1987-1988            | Liverpool            | FD                   | 40         | 26         | 12         | 2          | FACup+CdL       | 7+3             | 5+1             | 1+1             | 1+1             | -                  | -                  | -                  | -                  | -                  | -           | -           | -           | -           | -           | 50     | 32     | 14     | 4      | 64,00      | 1º              |
| 1988-1989            | Liverpool            | FD                   | 38         | 22         | 10         | 6          | FACup+CdL       | 6+6             | 5+3             | 1+2             | 0+1             | -                  | -                  | -                  | -                  | -                  | CS          | 1           | 1           | 0           | 0           | 51     | 31     | 13     | 7      | 60,78      | 2º              |
| 1989-1990            | Liverpool            | FD                   | 38         | 23         | 10         | 5          | FACup+CdL       | 8+3             | 4+2             | 3+0             | 1+1             | -                  | -                  | -                  | -                  | -                  | CS          | 1           | 1           | 0           | 0           | 50     | 30     | 13     | 7      | 60,00      | 1º              |
| 1990-1991            | Liverpool            | FD                   | 38         | 23         | 7          | 8          | FACup+CdL       | 7+3             | 1+2             | 5+0             | 1+1             | -                  | -                  | -                  | -                  | -                  | CS          | 1           | 0           | 1           | 0           | 49     | 26     | 13     | 10     | 53,06      | 2º              |
| ott. 1991-1992       | Blackburn            | SD                   | 35+3       | 16+2       | 8+0        | 11+1       | FACup+CdL       | 2+0             | 1               | 0               | 1               | -                  | -                  | -                  | -                  | -                  | -           | -           | -           | -           | -           | 40     | 19     | 8      | 13     | 47,50      | Sub. 6º (prom.) |
| 1992-1993            | Blackburn            | PL                   | 42         | 20         | 11         | 11         | FACup+CdL       | 5+7             | 3+4             | 2+1             | 0+2             | -                  | -                  | -                  | -                  | -                  | -           | -           | -           | -           | -           | 54     | 27     | 14     | 13     | 50,00      | 4º              |
| 1993-1994            | Blackburn            | PL                   | 42         | 25         | 9          | 8          | FACup+CdL       | 4+5             | 1+2             | 2+2             | 1+1             | -                  | -                  | -                  | -                  | -                  | -           | -           | -           | -           | -           | 51     | 28     | 13     | 10     | 54,90      | 2º              |
| 1994-1995            | Blackburn            | PL                   | 42         | 27         | 8          | 7          | FACup+CdL       | 2+4             | 0+2             | 1+1             | 1+1             | CU                 | 2                  | 0                  | 1                  | 1                  | CS          | 1           | 0           | 0           | 1           | 51     | 29     | 11     | 11     | 56,86      | 1º              |
| Totale Blackburn     | Totale Blackburn     | Totale Blackburn     | 161+3      | 88+2       | 36+0       | 37+1       |                 | 29              | 13              | 9               | 7               |                    | 2                  | 0                  | 1                  | 1                  |             | 1           | 0           | 0           | 1           | 196    | 103    | 46     | 47     | 52,55      |                 |
| gen.-giu. 1997       | Newcastle Utd        | PL                   | 16         | 8          | 6          | 2          | FACup+CdL       | 2+0             | 0               | 1               | 1               | CU                 | 2                  | 0                  | 0                  | 2                  | CS          | -           | -           | -           | -           | 20     | 8      | 7      | 5      | 40,00      | Sub. 2º         |
| 1997-1998            | Newcastle Utd        | PL                   | 38         | 11         | 11         | 16         | FACup+CdL       | 7+3             | 5+2             | 1+1             | 1+0             | UCl                | 8                  | 3                  | 1                  | 4                  | -           | -           | -           | -           | -           | 56     | 21     | 14     | 21     | 37,50      | 13º             |
| lug.-ago. 1998       | Newcastle Utd        | PL                   | 2          | 0          | 2          | 0          | FACup+CdL       | 0               | 0               | 0               | 0               | CdC                | 0                  | 0                  | 0                  | 0                  | -           | -           | -           | -           | -           | 2      | 0      | 2      | 0      | &0,00      | Eson.           |
| Totale Newcastle Utd | Totale Newcastle Utd | Totale Newcastle Utd | 56         | 19         | 19         | 18         |                 | 12              | 7               | 3               | 2               |                    | 10                 | 3                  | 1                  | 6                  |             | -           | -           | -           | -           | 76     | 29     | 23     | 26     | 38,16      |                 |
| feb.-giu. 2000       | Celtic               | SPL                  | 16         | 8          | 4          | 4          | SC+CdL          | 0+2             | 2               | 0               | 0               | CU                 | -                  | -                  | -                  | -                  | -           | -           | -           | -           | -           | 18     | 10     | 4      | 4      | 55,56      | Sub. 2º         |
| gen.-giu. 2011       | Liverpool            | PL                   | 18         | 10         | 3          | 5          | FACup+CdL       | 1+0             | 0               | 0               | 1               | UEL                | 4                  | 1                  | 2                  | 1                  | -           | -           | -           | -           | -           | 23     | 11     | 5      | 7      | 47,83      | Sub. 6º         |
| 2011-2012            | Liverpool            | PL                   | 38         | 14         | 10         | 14         | FACup+CdL       | 6+7             | 5+5             | 0+2             | 1+0             | -                  | -                  | -                  | -                  | -                  | -           | -           | -           | -           | -           | 51     | 24     | 12     | 15     | 47,06      | 8º              |
| Totale Liverpool     | Totale Liverpool     | Totale Liverpool     | 294        | 167        | 70         | 57         |                 | 84              | 50              | 22              | 12              |                    | 4                  | 1                  | 2                  | 1                  |             | 4           | 2           | 2           | 0           | 386    | 220    | 96     | 70     | 56,99      |                 |
| Totale carriera      | Totale carriera      | Totale carriera      | 528        | 284        | 127        | 117        |                 | 127             | 72              | 34              | 21              |                    | 16                 | 4                  | 4                  | 8                  |             | 5           | 2           | 2           | 1           | 676    | 362    | 167    | 147    | 53,55      |                 |

## Palmarès

### Calciatore

#### Competizioni nazionali
- Coppa di Lega scozzese: 3

Celtic: 1968-1969, 1969-1970, 1974-1975
- Campionato scozzese: 6

Celtic: 1969-1970, 1970-1971, 1971-1972, 1972-1973, 1973-1974, 1976-1977
- Coppa di Scozia: 5

Celtic: 1970-1971, 1971-1972, 1973-1974, 1974-1975, 1976-1977
- Charity Shield: 7

Liverpool: 1977 (condiviso), 1979, 1980, 1982, 1986 (condiviso), 1988, 1989
- Campionato inglese: 8

Liverpool: 1978-1979, 1979-1980, 1981-1982, 1982-1983, 1983-1984, 1985-1986, 1987-1988, 1989-1990
- Coppa di Lega inglese: 4

Liverpool: 1980-1981, 1981-1982, 1982-1983, 1983-1984
- Coppa d'Inghilterra: 2

Liverpool: 1985-1986, 1988-1989

#### Competizioni internazionali
- Supercoppa UEFA: 1

Liverpool: 1977
- Coppa dei Campioni: 3

Liverpool: 1977-1978, 1980-1981, 1983-1984

### Allenatore

#### Competizioni nazionali
- Campionato inglese: 4

Liverpool: 1985-1986, 1987-1988, 1989-1990
Blackburn: 1994-1995
- Coppa d'Inghilterra: 2

Liverpool: 1985-1986, 1988-1989
- Charity Shield: 4

Liverpool: 1986 (condiviso), 1988, 1989, 1990 (condiviso)
- Coppa di Lega scozzese: 1

Celtic: 1999-2000
- Coppa di Lega inglese: 1

Liverpool: 2011-2012